# Turbonilla gradata
Turbonilla gradata é uma espécie de molusco pertencente à família Pyramidellidae.
A autoridade científica da espécie é Bucquoy, Dautzenberg & Dollfus, tendo sido descrita no ano de 1883.
Trata-se de uma espécie presente no território português, incluindo a zona económica exclusiva.